# 麗香線
麗香線（れいこうせん）は、中国雲南省大理ペー族自治州麗江市からデチェン・チベット族自治州シャングリラ市を結ぶ全長139kmの鉄道路線。単線・電化。設計速度 120km。2014年に着工し、2023年11月26日に開通した。
将来はさらにチベットのラサに延伸する（滇蔵線）計画がある。